# March Fong Eu
March Fong Eu (chiń. 余江月桂; pinyin Yú Jiāng Yuèguì; ur. 29 kwietnia 1922 w Oakdale, zm. 21 grudnia 2017 w Irvine) – amerykańska polityczka i dyplomata pochodzenia chińskiego.
Urodziła się w Oakdale w Kalifornii. W 1943 roku zdobyła tytuł B.Sc. ze stomatologii na uniwersytecie stanowym w Berkeley, a w Mills College tytuł Master of Arts.  W 1953 uzyskała stopień doktora filozofii.
W 1966 roku została wybrana członkinią stanowej legislatury z ramienia Partii Demokratycznej, zaś w roku 1974 stanową sekretarz stanu. Była pierwszą kobietą pochodzenia azjatyckiego wybraną na urząd państwowy w USA.
W 1994 roku prezydent Bill Clinton mianował ją ambasador w Mikronezji. W 2002 roku kandydowała ponownie na stanowisko sekretarz stanu, ale przegrała rywalizację w prawyborach.
W ostatnich latach życia mieszkała zarówno w Sacramento i Singapurze.